# Bintanath (filla de Ramsès II)
Bintanath (Bint-Aneth) fou princesa d'Egipte, filla de Ramsès II de la reina Isetnofret. El seu nom era d'origen sirià i vol dir "Filla d'Anath".
Com que Ramsès II va estar casat amb una Bintanath que era la seva pròpia germana, s'han confós algunes vegades els dos personatges. En un relleu trobat a Aswan, a Djebel al-Silsila, el fill de Ramsès II, Khaemwese, conegut sacerdot, i dos fills estan junt a la filla Bintanath (tots els que apareixen foren fills de Isetnofret).